# Lago Chico (sjö i Argentina, Chubut)
Lago Chico är en sjö i Argentina.   Den ligger i provinsen Chubut, i den sydvästra delen av landet, 1 500 km sydväst om huvudstaden Buenos Aires. Lago Chico ligger 534 meter över havet. Arean är 1,7 kvadratkilometer. Den sträcker sig 1,5 kilometer i nord-sydlig riktning, och 1,7 kilometer i öst-västlig riktning.
I omgivningarna runt Lago Chico växer i huvudsak blandskog. Runt Lago Chico är det mycket glesbefolkat, med 4 invånare per kvadratkilometer.